# Harmonie Juliana Sint Odiliënberg
Harmonie Juliana is een harmonieorkest uit Sint Odiliënberg en is opgericht in 1897 en staat onder leiding van Ad Lamerigts. De harmonie komt uit in de eerste divisie van de LBM. Naast de grote harmonie is er ook een jeugdharmonie. Deze staat onder leiding van Marianne Beckers-Mouwens.

## Geschiedenis
De periode 1894-1896
Wie de historie van Harmonie Juliana wil nagaan moet beginnen met het mannenkoor. Het koor werd opgericht in 1894. De eerste vermelding van het koor dateert van 7 juli 1894 in de Nieuwe Koerier. Het koor verzorgde enkele jaren lang zangconcerten met toneel en komische voordrachten.
De periode 1897-1906
Het mannenkoor ging in 1897 over tot het vormen van een instrumentale afdeling. De beide verschillende afdelingen stonden onder een bestuur, een directeur en een vaandel. In de jaren 1900 tot 1907 wordt de vereniging aangeduid met de naam: Zang en muziek vereniging Mannenkoor van Sint Odilienberg. Als de instrumentale afdeling zelfstandig naar buiten trad werd dit aangeduid onder de naam: Fanfare St. Otgerus. Het eerste concert werd al snel na de oprichting van het Mannenkoor gehouden. Het werd een gewild en cultureel menu voor de lokale bevolking. Het concert bestond uit een optreden van koor en fanfare, toneelgroep en drama en als toetje komische voordrachten. Gemengd toneel werd toentertijd nog als een vergrijp gezien. Dus waar nodig werden de vrouwelijke rollen door mannen ingevuld.
De periode 1907-1914
De fanfare werd in 1907 zelfstandig. Voor het laatst wordt het koor genoemd in 1908 en werd spoedig daarna opgeheven. In 1909 werd de naam St. Otgerus veranderd in Fanfare Juliana na de geboorte van Prinses Juliana. In 1914 vertrok Fanfare Juliana naar het Belgische Lommel en behaalde met een eerste prijs in de derde afdeling haar eerste grote succes. Het was ook de laatste keer dat men als Fanfare naar buiten trad. De bouw van een echt concertgebouw was een zeer belangrijke gebeurtenis. Het gebouw kreeg de naam 'Musis Sacrum' en het zou de eerste en enige thuisbasis van de vereniging worden. Sinds dit jaar hangt er weer een bord met de naam 'Musis Sacrum' boven de harmoniezaal. Op 24 maart 1913 werd het nieuwe concertgebouw plechtig geopend. Het gebouw is vanaf de oprichting tot de dag van vandaag nou verweven met de vereniging. In 1950 werd na jarenlang huren van de zaal door Harmonie Juliana gekocht.
De periode 1915-1939
Tijdens de oorlogsjaren ondervond de vereniging een onvermijdelijke terugslag, maar toch was het in deze periode (1915) dat de fanfare werd omgedoopt in harmonie. Tijdens de oorlog zat men niet stil en verzorgde nog regelmatig concerten en toneelvoorstellingen. Begin 1924 werd een orkestbestuur benoemd. Tevens werd een van de leden belast met het opleiden van leerlingen om het peil verder op te krikken. Gedurende vele jaren beschikte men over een redelijk constant aantal spelende leden, zo rond de 20. Pas na de veertiger jaren zien we een langzame stijging van het ledental. Rond 1928 ontstond in het Reutje een idee over een nieuwe fanfare. Deze werd fanfare St. Wiro. De vorming van de nieuwe fanfare was een gebeurtenis in de harmonie die een aantal jaren zijn sporen zou nalaten. Hoogtepunt uit een reeks van evenementen was het grote solisten en duettenconcours. Voor het unieke tintje aan dit geslaagde festijn zorgde H.K.H. Prinses Juliana door het beschikbaar stellen van een grote bronzen medaille voor de solist met het hoogste aantal punten.
De periode 1940-1949
De oorlog wierp een donkere schaduw over de Harmonie. De toenmalige beschermheer van de harmonie werd door een betreurenswaardig misverstand slachtoffer van een dodelijke schietpartij. Het in 1940 verworven nieuwe verenigingsvaandel moest met de instrumenten in 1942 worden opgeborgen. Het nieuwe vaandel werd overigens nooit teruggevonden. In beslag genomen koperen instrumenten werden in grote schaal omgesmolten. Men probeerde daarom instrumenten zelf de verbergen. Zowel bezetters en geallieerde soldaten namen veel instrumenten mee als oorlogsbuit. In afwachting van een muzikale start werd tijdelijk een zangkoor in het leven geroepen om de verenigingsband in stand te houden.
De periode 1950-1964
In 1950 werd de zaal 'Musis Sacrum' gekocht door de harmonie. In 1952 werd een instrumentenfonds opgericht in verband met het groeiende aantal leden. Er werd vanaf deze tijd steeds meer deelgenomen aan muziekfeesten, zowel binnen en buitenlands. In 1953 speelden 3 leden ter gelegenheid van een bruiloft. Dit werd zo gewaardeerd en ook de muzikanten hadden er plezier. Er volgde al snel meerdere optredens en uit dit vijftal ontstond onbedoeld de Boerenkapel. Naderhand groeide de groep uit tot de Berger Blaaskapel. Helaas werd de Kapel na 33 jaar opgeheven. 
De periode 1965-1975
Tot 1965 droeg men burgerkleding bij de optredens en muzikale rondgangen. Op 2 mei 1965 werden de eerste uniformen aangeboden door tijdens een feestelijk bijeenkomst in de Harmoniezaal. Vanaf 1966 werd oud papier en vodden ingezameld. Het inzamelen van oud papier is tot op de dag van vandaag een onmisbare inkomstenbron. Liefs 35 leerlingen namen eind 1969 deel aan de nieuwe muziekcursus van de directeur, 33 jongens en voor het eerste in de geschiedenis van de Harmonie, 2 meisjes. De verjonging was ook een aanleiding tot het ontstaan van een nieuw jeugdkorps. De jeugdharmonie trad voor het eerst naar buiten in 1971 maar werd na 7 jaar ontbonden. Op het muzikale vlak was 1973 een succesvol jaar. De Harmonie behaalde tijdens het bondsconcours te Nieuwstad een 1e prijs in de 1e afdeling met promotie naar de afdeling uitmuntendheid.
De periode 1976-1989
De concourskoorts sloeg in 1977 weer toe in de Harmonie. In Holtum werd een royale 1e prijs behaald in de afdeling uitmuntendheid. De St. Cecilia-feestavond in 1984 werd op verzoek door een aantal jonge leden muzikaal opgeluisterd. Als nel kreeg de groep een permanent karakter. Meer optredens volgens en men zocht een geschikte naam. Als snel viel de keuze op 'Geine Aom'. Tot op heden heeft deze enthousiaste groep vele optredens verzorgd die vaak resulteren in complete muzikale shows. In 1988 was er een primeur. Voor het eerst sinds lange tijd werd het jaar muzikaal begonnen met een nieuwjaarsconcert. Tot op heden wordt dit concert elk jaar gehouden. In hetzelfde jaar werd tevens de geboorte van 't Ventielke gevierd, het verenigingsblad van de harmonie.